# Dictyoneura
Dictyoneura es un género con nueve especies de plantas de flores perteneciente a la familia Sapindaceae. 

## Especies seleccionadas
- Dictyoneura acuminata
- Dictyoneura bamleri
- Dictyoneura integerrima
- Dictyoneura microcarpa
- Dictyoneura obtusa
- Dictyoneura philippinensis
- Dictyoneura rhomboidea
- Dictyoneura sphaerocarpa
- Dictyoneura subhirsuta